# Gymnobela laticaudata
Gymnobela laticaudata é uma espécie de gastrópode do gênero Gymnobela, pertencente a família Raphitomidae.